# Bolgare
Bolgare (lombardul: Bólgher) település Olaszországban, Lombardia régióban, Bergamo megyében. Lakosainak száma 6606 fő (2023. január 1.). Bolgare Calcinate, Carobbio degli Angeli, Chiuduno, Bagnatica, Costa di Mezzate, Gorlago, Palosco és Telgate községekkel határos.
A település nevének eredetét Attila hun király 452-es itáliai hadjáratára vezetik vissza, miszerint a hunok segédcsapatai között onogur-bolgárok is voltak, akik itt ütöttek tábort. Az első írásos források mindenesetre Bolgaréről 830-ból valók.

## Népesség
A település népességének változása:
| Lakosok száma | 5996 | 6183 | 6237 | 6606 |
|               | 2013 | 2017 | 2018 | 2023 |